# Postavneži
Postavneži (znanstveno ime Caloboletus) so rod gliv iz družine cevark (Boletaceae).

## Seznam postavnežev Slovenije[2]
- leponogi postavnež (Caloboletus calopus)
- grenki postavnež (Caloboletus radicans)